# Kościół św. Anny w Piasecznie
Kościół świętej Anny w Piasecznie – rzymskokatolicki kościół parafialny należący do dekanatu piaseczyńskiego archidiecezji warszawskiej.

## Opis
Świątynia została wzniesiona w 1565 roku w stylu późnogotyckim z elementami architektury renesansowej (tzw. gotyk mazowiecki), na miejscu pierwotnego, drewnianego kościoła z ok. 1350 r. pw. św. Macieja i św. Anny. Budowla posiada jedną nawę, wybudowano ją na osi wschód-zachód na planie prostokąta. Nowo poświęcona świątynia otrzymała wezwanie Wszystkich Świętych. Według wizytacji biskupiej z 1565 roku, kościół nazwany jest nowym. W czasie wizytacji biskupa poznańskiego Wawrzyńca Goślickiego w 1603 roku świątynia była w złym stanie technicznym i miała uszkodzony dach. W 1630 roku został konsekrowany ołtarz przez biskupa poznańskiego Macieja Łubieńskiego. 
Świątynia podupadła wskutek wojen polsko-szwedzkich. Odrestaurowano ją z inicjatywy starosty piaseczyńskiego Józefa Aleksandra Sułkowskiego w 1736 roku. Wnętrze kościoła zostało wówczas przebudowane według projektu Karola Fryderyka Pöppelmanna nawiązując wystrojem do baroku; zmieniono wysokość ścian, kościół wzbogacił się o nowy wielki ołtarz, a także, na zewnątrz, przy szczycie elewacji wschodniej umieszczono posąg św. Jana Nepomucena – rzeźbę w stylu późnego baroku. Świątynia była już wtedy pod wezwaniem św. Anny, konsekrował ją ponownie biskup płocki Antoni Sebastian Dembowski. Zapewne w 1833 roku została ustawiona centralnie nad nawą wieża-sygnaturka. Także w tym roku kościół został odrestaurowany i częściowo otynkowany. 
Podczas I wojny światowej, w 1914 roku, świątynia została uszkodzona przez pociski artyleryjskie. 
W dwudziestoleciu międzywojennym kościół został odremontowany. Przed 1933 rokiem świątynia otrzymała blaszany dach. W latach 1958–1960 kościół był regotyzowany na zewnątrz, elewacja budowli i zakrystii została oczyszczona, spod tynku została wydobyta bogata dekoracja szczytów i ścian. W 1960 roku została dobudowana kaplica boczna pod wezwaniem Świętego Krzyża, którą zaprojektował architekt Lech Dunin, a także zostało nadbudowane piętro nad zakrystią i kruchtą od strony północnej, co zmieniło niekorzystnie bryłę świątyni. 
W latach 1979–1983 dzięki staraniom księdza Stefana Księżopolskiego m.in. została wymieniona posadzka, zostało zainstalowane centralne ogrzewanie, zabytkowe ołtarze przeszły konserwację.